# Pokétoon
Pokétoon: The Pokémon Cartoon Animation (ポケモンアニメシリーズ「POKÉTOON」?, Pokemon Animeshirīzu "POKÉTOON") è una serie di corti ONA ambientata nel mondo immaginario di Pokémon. A differenza della serie televisiva, questa serie non ha un filo conduttore comune ma si concentra in ogni episodio su personaggi e storie diverse. I corti si ispirano a diversi stili ed epoche, a partire dal cortometraggio animato classico anni '40 fino ai giorni nostri. Il primo corto è stato distribuito sul canale YouTube giapponese Pokémon Kids TV Japan il 5 giugno 2020, mentre i successivi sono stati resi disponibili sullo stesso canale con cadenza irregolare. In Italia, tutti i corti sono stati pubblicati il 31 agosto 2022 sul canale ufficiale italiano YouTube dei Pokémon, con doppiaggio italiano.

## Episodi
| Nº | Titolo italiano Giapponese 「Kanji」 - Rōmaji | In onda           | In onda        |
| Nº | Titolo italiano Giapponese 「Kanji」 - Rōmaji | Giapponese        | Italiano       |
| 1  | Scraggy e Mimikyu 「ズルッグとミミッキュ」 - Zuruggu to Mimikkyu | 5 giugno 2020     | 31 agosto 2022 |
| 1  | Sottotitolato Chase the Beans il corto si ispira ai classici corti Looney Tunes e vede come protagonisti i Pokémon Scraggy e Mimikyu. Realizzato dagli studi DandeLion Animation e Magic Bus, è stato diretto da Taku Inoue (autore anche degli storyboard), con musiche di Kei Tsuda e character design di Miyoko Makio. |                   |                |
| 2  | Il Pancham che vuole essere un eroe 「ヒーローになりたいヤンチャム」 - Hero ni naritai Yancham | 2 maggio 2021     | 31 agosto 2022 |
| 2  | Questo corto ispirato allo stile dell'animazione stop motion con protagonista il Pokémon Pancham e narrato da Asaco Nasu è stato realizzato con il software Blender dallo studio d'animazione giapponese Pancake ed è stato scritto e diretto da Junichi Yamamoto. |                   |                |
| 3  | Il sogno di Fiore 「ユメノツボミ」 - Yume no Tsubomi | 6 giugno 2021     | 31 agosto 2022 |
| 3  | Incentrato su una giovane aspirante allenatrice e un cucciolo di Nidoran♂, il corto è stato realizzato dallo Studio Colorido, diretto da Shingo Yamashita e scritto da Kureha Matsuzawa e Shingo Yamashita, con storyboard di Yō Watanabe, character design di Akiko Watanabe (anche direttrice all'animazione) e musica di Yuri Habuka. |                   |                |
| 4  | Aspettami, Magikarp! 「まっててね！コイキング」 - Mattete ne! Koiking | 2 luglio 2021     | 31 agosto 2022 |
| 4  | Questo corto incentrato sul Pokémon Magikarp e realizzato con uno stile d'animazione ad acquarello non ha dialoghi né voce narrante e affida tutta la sua narrazione alla colonna sonora. Scritto e diretto da Cédric Hérole, autore anche dei character design, con musiche di Yuri Habuka. |                   |                |
| 5  | Lo Slugma di casa 「ぽかぽかマグマッグハウス」 - Poka poka Magmag House | 5 agosto 2021     | 31 agosto 2022 |
| 5  | Questo corto prodotto dallo Studio Colorido, diretto da Kazuhiro Yabumoto (autore anche degli storyboard), scritto da New Octagon e con character design di Jun Ishikawa (anche direttore all'animazione) vede come protagonisti la piccola Anna (doppiata in originale da Chiyuki Miura) e un timido Slugma adibito al riscaldamento della casa dei nonni di Anna. |                   |                |
| 6  | Aiuto! Sono diventata un Gengar! 「ゲンガーになっちゃった！？」 - Gengā ni natchatta!? | 10 settembre 2021 | 31 agosto 2022 |
| 6  | In una scuola infestata dai fantasmi, una bambina si trasforma in un Gengar e fa amicizia con diversi Pokémon di tipo Spettro. Yuka Iguchi doppia Shoko, la bambina protagonista, mentre Fumiko Takekuma il Gengar con cui la bambina fa conoscenza. Il corto è stato realizzato dallo studio OLM, per la regia e gli storyboard di Tatsuro Kawano. La sceneggiatura è ad opera di Takashi Tsunoda, mentre i character design sono di Akiko Watanabe, che funge anche da direttrice all’animazione. Le musiche sono di Yuri Habuka. |                   |                |
| 7  | L'estate di Snorunt 「ふぶきのなつやすみ」 - Fubuki no natsu yasumi | 8 ottobre 2021    | 31 agosto 2022 |
| 7  | In questo corto uno Snorunt disperso interrompe le vacanze estive di un gruppo di bambini, che decidono dunque di aiutarlo. Il corto, prodotto dallo studio d'animazione giapponese Pancake, è stato diretto da Masanobu Hiraoka (anche autore dei character design), scritto da Yusuke Kitano, con musiche di Yuri Habuka. |                   |                |
| 8  | La canzone di Jigglypuff 「プリンのうた」 - Purin no uta | 28 dicembre 2021  | 31 agosto 2022 |
| 8  | Corto con protagonista il Pokémon Jigglypuff e la sua allenatrice, prodotto dallo studio Polygon Pictures in collaborazione con Studio GOONEYS. Scritto da Midori Sato, gli storyboard sono di Masaru Sato (che ha anche diretto il corto), con character design di Shinoya e musiche di Kohei Ueguchi e Higo Takako. |                   |                |